# ماچیدا هیرانو
ماچیدا هیرانو (ژاپنی: 平野 又三؛ زادهٔ ۲۸ دسامبر ۱۹۹۰) یک بازیکن فوتبال اهل ژاپن است.
از باشگاه‌هایی که در آن بازی کرده‌است می‌توان به باشگاه فوتبال گیفو اشاره کرد.